# UGK
UGK（ユージーケー）は、アメリカ合衆国テキサス州ポートアーサーにて結成されたラップデュオである。サザン・ラップの先駆者として知られており、アメリカ南部のヒップホップシーンをリードした。1992年にメジャーレーベルからデビュー・アルバム『Too Hard to Swallow』を発売した。2007年にピンプ・Cの死亡で活動停止。

## 略歴
1992年に大手メジャー「ジャイヴ・レコード」と契約を結び、同年9月10日に1stフルアルバム『Too Hard to Swallow』をリリース。
1994年8月30日、2ndアルバム『Super Tight』をリリース。
1996年5月30日、3rdアルバム『Ridin' Dirty』をリリース。
2001年11月13日、4thアルバム『Dirty Money』をリリース。
2002年9月24日、コンピレーション・アルバム『Side Hustles』をリリース。
2003年、ピンプ・Cが火器による加重暴行罪で服役。2005年末に出所。
2007年8月7日、5thアルバム『UGK (Underground Kingz)』をリリース。自身初となる、米ビルボードアルバムチャート初登場1位を記録する。
2009年3月31日、6thアルバム『4 Life』をリリース。

## メンバー
- バン・B (Bun B)

本名：バーナード・フリーマン (Bernard Freeman)
これまでに、2枚のソロアルバムをリリースしている。
- ピンプ・C (Pimp C)

本名：チャド・バトラー (Chad Butler)
2007年に33歳で急逝。死因は睡眠障害とコデインの大量摂取によるオーバードースとされている。

## ディスコグラフィー
スタジオ・アルバム
- Too Hard to Swallow (1992)
- Super Tight (1994)
- Ridin' Dirty (1996)
- Dirty Money (2001)
- Underground Kingz (2007)
- UGK 4 Life (2009)

EP
- The Southern Way (1992)
- Banned (1992)